# 井宿六
雙子座36，又名BD+21 1405，HD 49908、SAO 78805、HR 2529，是雙子座的一颗恒星，视星等为5.27，位于銀經193.38，銀緯9.76，其B1900.0坐标为赤經6h 45m 33.4s，赤緯+21° 9.76′ 45″。